# Didier Anzieu
Didier Anzieu (Melun, 8 de julio de 1923-París, 25 de noviembre de 1999) fue un psicólogo, filósofo y psicoanalista francés, conocido por sus estudios sobre el autoanálisis de Freud y la dinámica de grupos, así como por su teoría del "Yo-piel", que describe la formación del pensamiento y de la personalidad a través de las experiencias táctiles.

## Biografía y obra

### Reedición de Pascal, estudios
Siendo aún escolar en Melun, Anzieu comenzó a trabajar con uno de sus maestros, Zacharie Tourneur, en una reedición de los Pensées de Blaise Pascal, de la que estaba previsto que por primera vez contendría los fragmentos conservados en su orden original. Anzieu publicó esta edición en 1960 y se la cita como edición Tourneur-Anzieu.
En 1945, Anzieu inició sus estudios en la École Normale Supérieure, donde asistió también a la cátedra de Jacques Lacan. Después del estudio de filosofía ingresó a psicología con Daniel Lagache, de quien fue asistente a partir de 1951. Anzieu realizó investigaciones en psicología clínica, logrando pronto reconocimiento como especialista en psicodrama y métodos proyectivos.

### Análisis con Lacan, la historia de su madre
En 1949, Anzieu había comenzado su psicoanálisis con Jacques Lacan, sin que inicialmente ninguno de los dos supiera que Lacan ya había tratado a la madre de Anzieu: Lacan la conocía por su nombre de soltera, Marguerite Pantaine, y había basado en ese caso su tesis de 1932 titulada Acerca de la psicosis paranoica y sus relaciones con la personalidad, refiriéndose en ella al propio Anzieu. Didier Anzieu había sido abandonado por su madre poco después de nacer, pero inicialmente mantenía contacto con ella. Años después fue internada en la clínica psiquiátrica Sainte-Anne de Paris, en la que entonces también trabajaba Lacan, después de haber agredido físicamente a la actriz Huguette Duflos. Después de años de internación psiquiátrica, Marguerite trabajó en 1952/53 como empleada doméstica para el padre de Lacan. En medio de esta situación, Anzieu restableció contacto con su madre y supo de su tratamiento por Lacan. Puso fin al análisis y se distanció de Lacan, condenando "las derivas y la arbitrariedad de las prácticas lacanianas".

### Actividad académica y gremial
Fue uno de los miembros fundadores del Sindicato de psicólogos psicoanalistas creado en 1953, entre cuyos miembros se contaban Eliane Amado-Valensi, Maud Mannoni, Joyce McDougall, con corresponsales como Lechat en Bélgica, Margarita Sechehaye en Suiza y Moustafa Safouan en Egipto.
En 1954, Anzieu se hizo profesor de psicología clínica en Estrasburgo. En 1957 presentó su tesis doctoral consistente en dos trabajos: El autoanálisis de Freud y el descubrimiento del psicoanálisis y Psicodrama analítico con niños y adolescentes.
Anzieu realizó un segundo psicoanálisis con Georges Favez. Aunque inicialmente seguía siendo miembro de la Sociedad Francesa de Psicoanálisis (SFP), fundada por Lagache y Lacan, a partir de 1961 con sus declaraciones contrarias a Lacan ante la Asociación Psicoanalítica Internacional (IPA) contribuyó a que la solicitud de reingreso de la SFP a la IPA fracasara, lo que en 1964 fue un factor determinante entre otros para el colapso de la SFP. En 1963, Anzieu formó parte de los fundadores de la Asociación Psicoanalítica de Francia, cuyo vicepresidente fue durante largo tiempo.
En 1963, Anzieu fue llamado a desempeñarse en la Sorbonne, cooperando desde allí en la fundación de la Universidad Paris-Nanterre ese mismo año. Fundó la Facultad de Psicología y Educación de esa universidad, siendo su presidente durante las turbulencias de Mayo de 1968, en las que exhibió una actitud abierta y comunicativa. Es esos mismos días redactó bajo seudónimo una caracterización de los acontecimientos titulada Ces idées qui ont ébranlé la France („Las ideas que han remecido a Francia“).

### Investigación,Yo-piel
Después de 1972, Anzieu se fue retirando paulatinamente de las actividades universitarias, a fin de poder dedicarse a la investigación psicoanalítica. Por una parte, examinó los fenómenos grupales, tema sobre el que en 1975 publicó Le groupe et l’inconscient („El grupo y lo inconsciente“). Por otra, se dedicó al tema de la creatividad literaria y artística, presentando en 1975 una reedición mejorada de su libro sobre el autoanálisis de Freud, siguiendo Le corps de l’oeuvre („El cuerpo de la obra“) en 1981, así como Beckett et le psychanalyste („Beckett y el psicoanalista“) en 1992.
Su tercer proyecto - y el más original - fue el desarrollo de la teoría de Yo-piel, concepto con el que - ante los discursos corrientes sobre contenidos psíquicos - intentó fijar teóricamente los contenedores de tales contenidos. En su libro Le Moi Peau publicado en 1985 se apoya en el concepto de Containing de Wilfred Bion y en el de la teoría del apego de John Bowlby, aunque también refiere al concepto temprano de las barreras de contacto de Freud y a la descripción de límites variables del yo en Paul Federn.
De acuerdo a Anzieu, el lactante – de no verse abrumado por el deseo de la vuelta al seno de la madre, lo que conduce al autismo – desarrolla la fantasía de compartir una sola piel con su madre, fantasía que deberá resolverse más adelante, eventualmente en un proceso doloroso. El masoquista lo vive p.ej. como una ruptura violenta de la piel común. Anzieu distingue diferentes funciones de la piel: sostener, contener, proteger, individuación, integración de las percepciones sensoriales, fundamento de la excitación sexual, carga libidinosa, inscripción de huellas, autodestrucción (eliminó de la lista esta última categoría en la segunda edición de 1995), así como diversos tipos de envolturas: la sonora, térmica, olfativa, gustativa, muscular, del dolor y finalmente onírica, a las que adjudica su respectivo significado y patologías. Finalmente ve en el acto de tocarse a sí mismo, en el sentirse-a-sí-mismo, la base para el desarrollo del pensamiento reflexivo.
Las consideraciones de Le Moi-peau tuvieron su continuación en Une peau pour les pensées („Una piel para los pensamientos“, 1986), L’épiderme nomade et la peau psychique („La epidermis nómada y la piel psíquica“, 1990) y otras obras.
Desde alrededor de 1990, Anzieu padeció la enfermedad de Parkinson.

### Obra propia
- L'auto-analyse de Sigmund Freud („El autoanálisis de Freud“) (tesis universitaria), 1959, París, reed. PUF (L'auto-analyse de Freud et la découverte de la psychanalyse) 1998, ISBN 21304208421988

- con Catherine Chabert. Les Méthodes projectives („Los métodos proyectivos“) (test de Rorschach), PUF-Quadrige, ISBN 2130535364

- Le travail psychanalytique dans les groupes („El trabajo psicoanalítico en grupos“) ed. Dunod, 1972

- Le groupe et l’inconscient. L’imaginaire groupal („El grupo y el inconsciente. El imaginario grupal“) ed. Dunod, 1999, ISBN 2100042742

- La dynamique des groupes restreints, PUF-quadrige, 2007, ISBN 2130558879

- Le Moi Peau, Paris, ed. Dunod, 1995, ISBN 210002793X

- Une peau pour les pensées („Una piel para los pensamientos“), 1986

- Le Corps de l'œuvre („El cuerpo de la obra“) ed. Gallimard, 1981, ISBN 2070255328

- Collectif, Les Enveloppes psychiques („Las envolturas psíquicas“) ed. Dunod, 2003, ISBN 2100070495

- Le penser. Du Moi-peau au Moi pensant, Paris, Dunod 1994, ISBN 2100016784

- Crise, rupture et dépassement en colectivo : René Kaës, José Bleger, etc. Dunod, 1979, ISBN 2040115951

- con René Kaës, Louis-Vincent Thomas : Fantasme et formation („Fantasma y formación“) ed. Dunod, 2007, ISBN 2100508334

- Créer - Détruire" („Crear -destruir“) ed. Dunod, 1996, ISBN 2100030116

- Le psychodrame analytique chez l'enfant et l'dolescent („El psicodrama analítico con niños y adolescentes“) ed. PUF, 2004, ISBN 2130543952

- Colectivo: La Sublimation, les sentiers de la création, ed. Sand & Tchou, 1997, ISBN 271070594X

- Samuel Beckett, ed. Folio-Gallimard, 1999, ISBN 2070407764

- Psychanalyse et limites („Psicoanálisis y límites“), Dunod, 2007, ISBN 9782100507535

- Beckett et Bion („Beckett y Bion“), en Revue Française de psychanalyse, 1989

- Le travail de l’inconscient („El trabajo del inconsciente“), colección "Psychismes", Dunod, Paris, noviembre de 2009, ISBN 978-2-10-052916-2

### Traducciones al castellano
- Anzieu, Didier (2004). Las envolturas psíquicas. Buenos Aires & Madrid: Amorrortu. ISBN 978-950-518-509-2.
- — (2001). El Autoanálisis De Freud Y El Descubrimiento Del Psicoanálisis 1. Siglo XXI México. ISBN 978-968-23-0007-3.
- — (2002). El Autoanálisis De Freud Y El Descubrimiento Del Psicoanálisis 2. Siglo XXI México. ISBN 978-968-23-0370-8.
- — (1997). La Dinámica De Los Grupos Pequeños. Madrid: Biblioteca Nueva. ISBN 978-84-7030-503-0.
- — (2010). El yo-piel. Madrid: Biblioteca Nueva. ISBN 978-84-9940-142-3.

### Sobre Anzieu
- Chabert, Catherine (1999). Didier Anzieu. Madrid: Biblioteca Nueva. ISBN 978-84-7030-650-1.